# Bezelino di Villingen
Bezelino di Villingen, chiamato anche Bertoldo, (... – 15 luglio 1024) fu un conte di Turgovia, ascendente degli Zähringen.

## Biografia
Bezelino fu, secondo l'albero genealogico di Wibaldo di Stablo (1098–1158) commissionato da Federico Barbarossa, un antenato della stirpe degli Zähringer. Secondo questo, sua madre era Berta di Bühren, la figlia del conte Sigeardo IV, della stirpe dei Sigeardingi.
Bezelino era il padre o il nonno di Bertoldo I di Zähringen, il quale morì nel 1078 nel suo castello di Limburg a Weilheim an der Teck dopo la devastazione che Enrico IV aveva portato invadendo le sue terre. Egli era probabilmente sposato con una figlia o una sorella del conte Lanzellino d'Asburgo di Turgovia, che, come la moglie di Lanzellino, si chiamava Liutgarda. Dopo la sua morte (probabilmente nel 991) Bezelino divenne conte in Turgovia. Alcuni documenti attestano che Bezelino ricevette l'onore di investire Adelaide, sorella di Ottone III, a badessa dell'abbazia di Quedlinburg nel 999.
Secondo Alfons Zettler, Bezelino accompagnò, lasciando Villingen, il sovrano nella sua Italienzug degli anni 998-1000 nel regno d'Italia. Per i suoi servizi, tra cui il comando delle truppe che catturarono l'antipapa Giovanni XVI, ricevette nel 999 i diritti di mercato, di conio e doganali per i suoi possedimenti nel Baar intorno a Villingen.
Eduard Heyck, tuttavia, attribuisce la cattura dell'antipapa e il conseguente diritto di mercato di Villingen al conte Birchtilo di Breisgau († circa 1005): egli fu il fondatore dell'abbazia di Sulzburg (intorno al 993) ed aveva acquisito il diritto di mercato per Rinken (vicino a Steinenstadt) da Enrico II nel 1004. Heyck basa le proprie affermazioni sulla genealogia degli Zähringer redatto dai monaci dell'abbazia di San Pietro nella Foresta Nera intorno al 1300. Secondo Zettler, i monaci in essa attribuirono a Birchtilo e a suo figlio Gebizo (Gebeardo) lo status di antenati dei fondatori del monastero, Bertoldo II e Gebeardo III della stirpe Zähringer, al solo scopo di accrescere l'importanza del loro monastero, fondato "solo" nell'XI secolo, rispetto alla più antica abbazia di Sulzburg.
Inoltre Heyck identificò il Bezelino di Villingen dell'albero genealogico come Bertoldo, il fratello del conte di Borgogna Rodolfo, nonno dell'anti-re Rodolfo di Rheinfelden. Questo apparve più volte con suo fratello tra il 1000 e il 1019, tra cui 28 marzo 1010, quando documentarono la donazione del monastero di Sulzburg al vescovato di Basilea da parte di Birchtilo, discendente dei conti di Breisgau. Heyck ritiene che questo Bertoldo dell'anno 1016 fosse il successore del conte di Ortenau Hessinus (1007). Sembra che questo abbia ottenuto questa carica grazie al suo rapporto con Enrico II: con esso, intraprese diversi viaggi attraverso l'impero e fu con lui due volte avvocato del vescovo di Paderborn Meinwerk intorno al 1020. All'inizio di dicembre 1021 lo accompagnò nella sua campagna militare nell'Italia meridionale. Nel febbraio 1022 fu nominato dall'imperatore, durante la corte di Campo Pietra, portavoce di una decisione contro il conte Ottone a favore dell'abbazia di San Vincenzo al Volturno, insieme al suo cancelliere Teodorico e ai vescovi Leone di Vercelli e Ulrico di Trento.
Bezelino è citato brevemente nella cronaca di Tietmaro nel caso di una momentanea risurrezione di una donna nella sua contea.

## Monumento
A Villingen c'è un monumento al fondatore della città dello scultore Josef Ummenhofer, realizzata in occasione della celebrazione del centenario dell'adesione della città al Granducato di Baden nel 1906 o 1907. Davanti ad essa è presente una targa che ricorda la fondazione della città nel 999. La statua è una copia della statua del duca Bertoldo I creata dallo scultore di Costanza Hans Baur, che originariamente si trovava sul ponte di Costanza sul Reno.